# Attre
Attre is een dorp in de Belgische provincie Henegouwen, en een deelgemeente van de Waalse stad Brugelette. De naam Attre betekent trouwens Atrium (atrium in het Gallo-Romeins). Het dorp is bekend om het Kasteel van Attre. Attre was een zelfstandige gemeente, tot die bij de gemeentelijke herindeling van 1977 toegevoegd werd aan de gemeente Brugelette.

## Bezienswaardigheden
- Het Kasteel van Attre met zijn park.
- De Sint-Martinuskerk (Église Saint-Martin) is een classicistisch bouwwerk van 1780, uitgevoerd in baksteen. De kerk bezit een renaissancepreekstoel (1e helft 17e eeuw) en een hoofdaltaar van 1780 in Lodewijk XVI-stijl.
- De Moulin du Passe Tout-Outre is een watermolen op de Oostelijke Dender van 1763.

## Natuur en landschap
Attre ligt aan de Oostelijke Dender op een hoogte van 43 meter aan de kerk.

## Demografische ontwikkeling
Bron: NIS; Opm:1831 t/m 1970=volkstellingen; 1976=inwoneraantal op 31 december

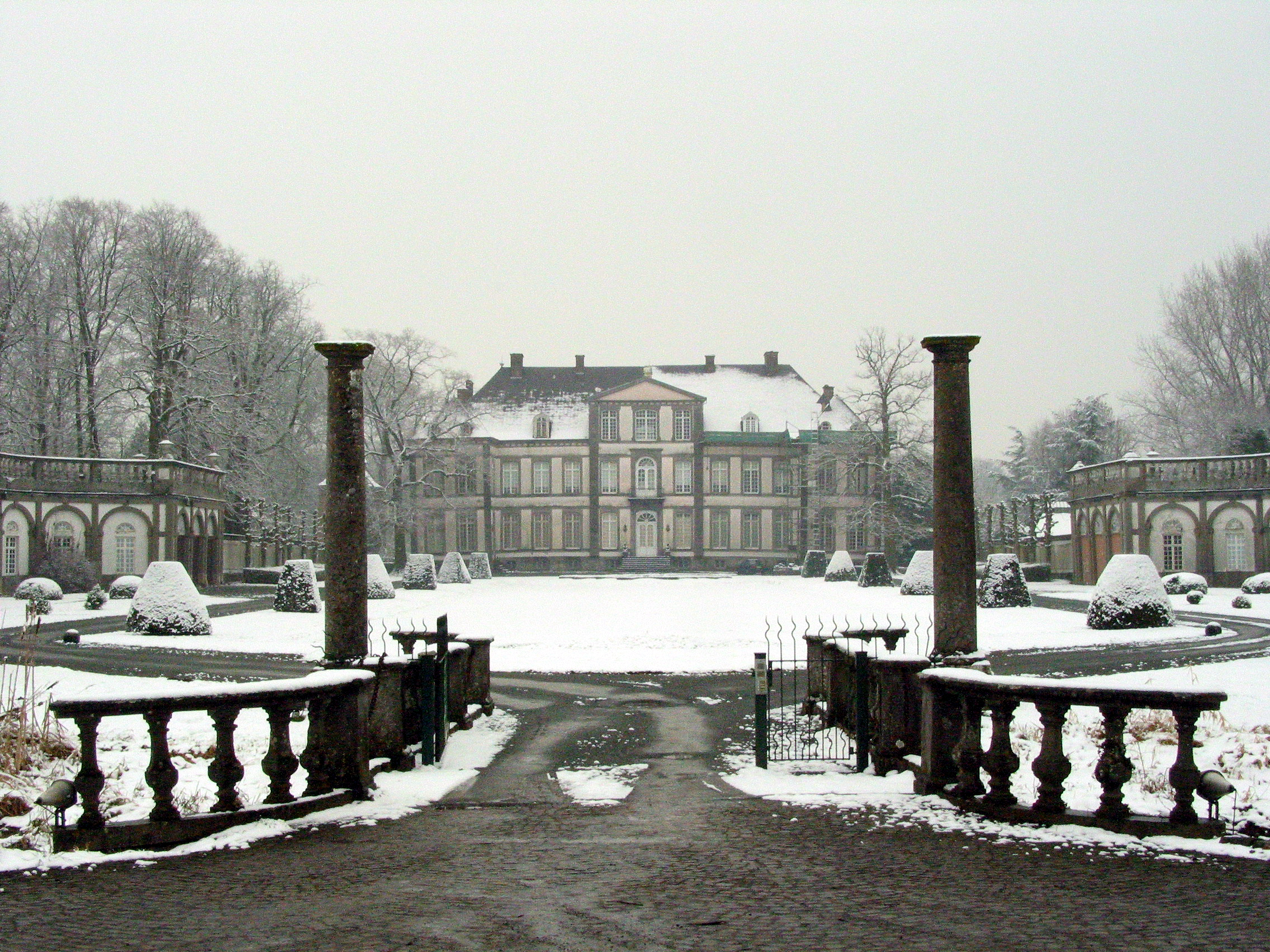
Le château et son portique d'entrée.
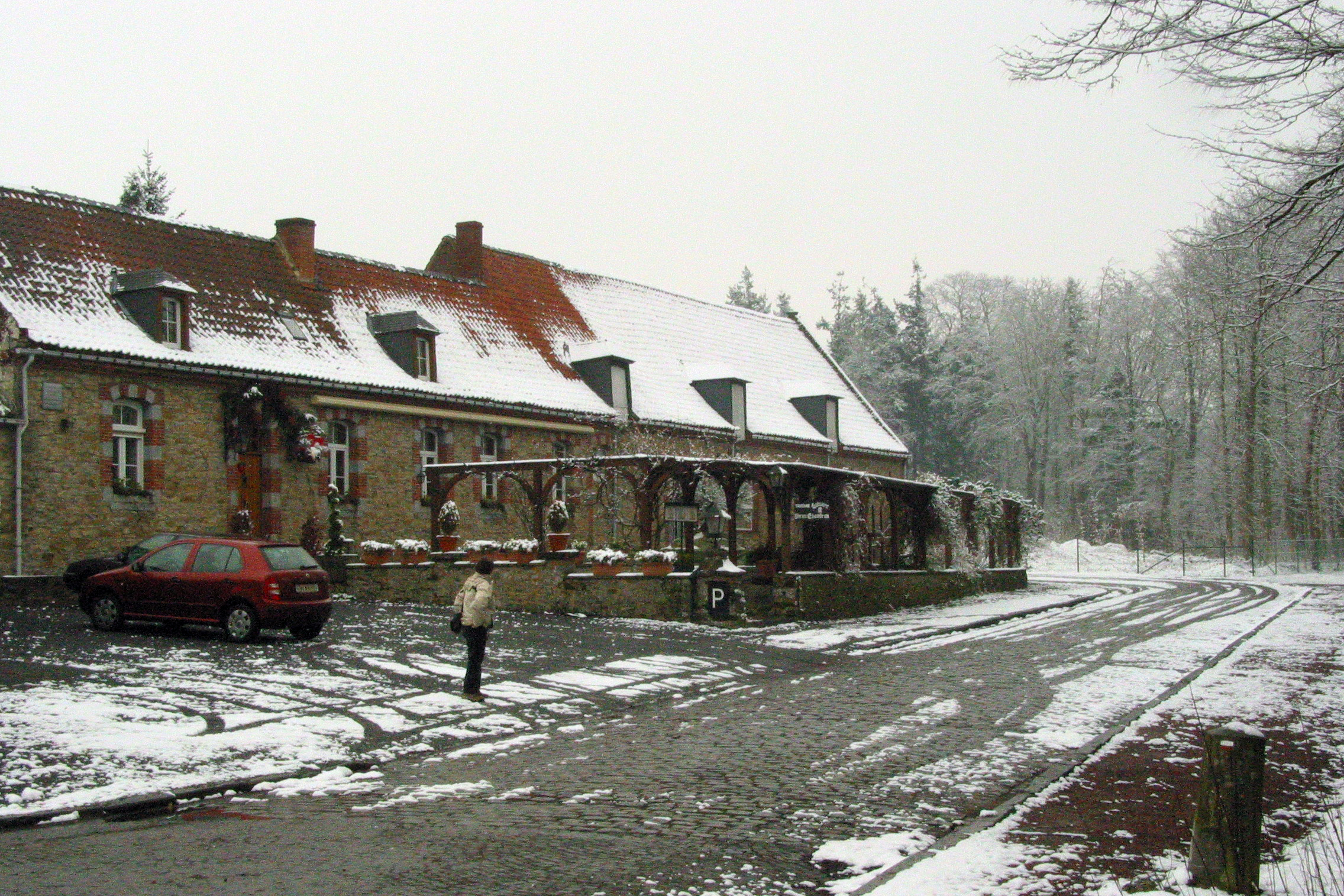
De « Vieux Chaudron ».

## Nabijgelegen kernen
Arbre, Ghislenghien, Mévergnies-lez-Lens, Chièvres